# 73-то средно училище „Владислав Граматик“
73 средно училище „Владислав Граматик“ е училище с изучаване на чужди езици. Известно е още като Втора немска гимназия. Разположено е в ж.к. „Гоце Делчев“ в град София.

## История
Училището е създадено през 1968 г. От началото на 1973/1974 учебна година става езиково – с преподаване на руски език, и приема името „Д-р Кирил Драмалиев“. Следват много успешни години, през 1981/1982 г. е обявено за републикански първенец и му е присъдено почетното звание „образцово“. През учебната 1989/1990 г. училището се преименува на „Владислав Граматик“.

## Съвременно състояние
В 73. СУ с преподаване на чужди езици „Владислав Граматик“ се обучават около 1500 ученици в трите степени на общото образование.
В него се изучават разширено чужди езици (немски като първи профил, руски, английски и френски като втори). Училището подготвя своите възпитаници с позитивно отношение към немската култура и нрави.
Всяка година се осъществява прием на ученици след завършен 7. клас в пет или четири паралелки с чуждоезиков профил – немски език (като втори чужд език – английски, руски или френски език). Документи се приемат след успешно положени изпити от НВО по български език и литература и по математика.
| Минимален приемен бал | Минимален приемен бал | Минимален приемен бал |
| За учебна година      | Момчета               | Момичета              |
| --------------------- | --------------------- | --------------------- |
| 2008/2009             | 31                    | 33                    |
| 2009/2010             | 31                    | 32                    |
| 2010/2011             | 31.000                | 32.286                |
| 2011/2012             | 31.322                | 32.714                |
| 2012/2013             | 32.714                | 33.356                |
| 2013/2014             | 32.608                | 33.822                |
| 2014/2015             | 33.804                | 34.352                |
| 2015/2016             | 33.750                | 34.426                |
| 2016/2017             | 33.184                | 34.024                |
| 2017/2018             |                       | 434.500               |

Училището предлага възможност за получаване на Немска езикова диплома (Deutsches Sprachdiplom der KMK Stuffe|| издавана от Конфедерацията на министрите на културата в Германия) след успешно положен изпит в 12. клас. Този сертификат гарантира високо ниво на владеене на езика и дава право за обучение във висши учебни заведения в Германия и Австрия.
Години наред учениците полагат успешно изпит за получаване на сертификат за владеене на руски език към Руския културен център, също предлага възможност за висока подготовка по английски и френски език с възможност за покриване на сертификатни нива.
От 2023 г. училището си сътрудничи с Факултета за германско инженерно обучение и индустриален мениджмънт (ФаГИОПМ) при Техническия университет в София.